# قتل با تلفن
قتل با تلفن (به انگلیسی: Murder by Phone) یک فیلم سینمایی آمریکایی-کانادایی در ژانر اسلشر و علمی-تخیلی محصول سال ۱۹۸۲ میلادی به کارگردانی مایکل اندرسون است.
داستان فیلم دنباله ای از قتل‌های انجام شده توسط یک کارمند ناراضی شرکت تلفن است که وسیله ای را طراحی می‌کند که قربانیان را هنگام پاسخ دادن به تلفن‌هایشان به قتل می‌رسند.

## بازیگران
- ریچارد چمبرلین درنقش نات بریجر
- جان هاوسمن در نقش استنلی مارکوویتز
- سر بتسفورد در نقش ریدلی تیلور
- رابین گامل در نقش نوح کلیتون
- گری راینکی درنقش ستوان میرا
- بری مورس درنقش فرد منتظر
- آلن اسکارف به عنوان جان وبسول
- جیمز بی داگلاس به عنوان جک گیلزدورف
- کن پوگ به عنوان فیل تورنر
- نیل مونرو به عنوان وینترز
- تام باتلر به عنوان کارآگاه تامبلین
- کالین فاکس به عنوان دکتر لئون آلدرمن
- جفرسون ماپین درنقش الکس
- لوبا گوی به عنوان بث فریمانتل
- لنوور زان به عنوان کانی لاوسون
- جورج آر. رابرتسون درنقش جورج لرد
- انگس مک‌اینس درنقش کالین بارتل
- نیل افلک درنقش تلفن ردیاب

## تولید
فیلم در سال ۱۹۸۰ میلادی در تورنتو ، انتاریو، کانادا فیلمبرداری شد. 